# شاه‌آباد (سلسله)
شاه‌آباد روستایی از توابع بخش مرکزی شهرستان سلسله در استان لرستان ایران است.
این روستا در دهستان قلعه مظفری قرار دارد و بر اساس سرشماری مرکز آمار ایران در سال ۱۳۸۵، جمعیت آن ۸۹ نفر (۱۸ خانوار) بوده‌است.